# Amanda Longan
Amanda Longan, född 16 januari 1997, är en amerikansk vattenpolospelare (målvakt).
Longan var en del av USA:s lag som tog guld vid VM i simsport 2017 och 2019.
Vid olympiska sommarspelen 2020 i Tokyo var Longan en del av USA:s lag som tog guld i damernas turnering efter en finalvinst med 14–5 mot Spanien.